# Memorie criptată
Memoria criptată reprezintă un circuit de memorie EEPROM care poate fi criptat, accesul la acesta făcându-se doar în urma unui proces de autentificare. 

## Prezentare generală
În aproape toate sistemele embedded din ziua de azi, o formă nevolatilă de memorie este folosită să stocheze informația necesară sistemului pentru fiecare utilizare. Această informație poate fi reprezentată de setări de la ultima rulare a sistemului, preferințele utilizatorului sau date de configurare programate de către producătorul sistemului. În cazul datelor de configurare, acestea stabilesc, de regulă, performanțele sistemului și poate fi considerat confidențial de către producător. 

### Exemplu
Există un produs oferit la trei nivele de performanță corespunzătoare a trei nivele de preț. Pentru eficiența procesului de manufacturare, electronica internă este identică pentru fiecare variantă, doar configurația (datele de configurare) folosită diferă. Configurația stabilește ce nivel de performanță va fi activat în versiunile low-end, mid-range și high-end ale produsului. Un client pregătit în electronică poate cumpăra versiunea low-end și să încerce să facă upgrade prin simpla reprogramare a datelor de configurare. Astfel, există soluții care permit partiționarea memoriei definită de utilizator, ce permite atât datelor generale cât și celor securizate să fie stocate pe același dispozitiv. Accesul la porțiunile securizate de memorie sunt controlate printr-un protocol de autentificare, parole criptate si criptarea datelor.

## Un sistem de memorie criptată: AT88SC0204C

### Scurtă prezentare
CryptoMemory este o familie de EEPROM-uri seriale securizate, proiectate să protejeze informația stocată. Cu densități de memorie de la 1Kbits la 256 Kbits, CryptoMemory este capabil să stocheze și să protejeze atât cantități mici cât și mari de date. Datorită comunicației seriale pe două fire, poate fi integrat ușor într-o aplicație embedded.

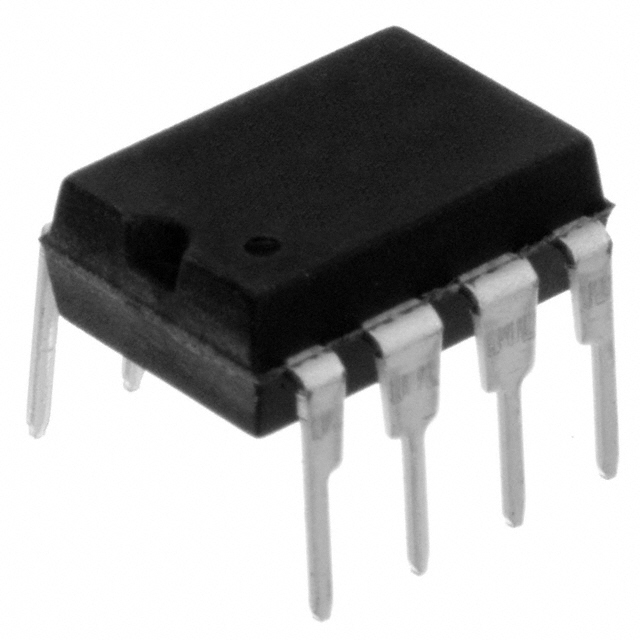
AT88SC0204C

### Structura memoriei și securitate
AT88SC0204C are 2Kbits de memorie EEPROM dispuse ca patru zone de 512 biți (64 bytes) fiecare (zonele 0-3). Drepturile de securitate pentru accesul la fiecare zonă pot fi selectate independent. Pentru a proteja fiecare zonă există opt seturi de parole si patru chei de autentificare disponibile.

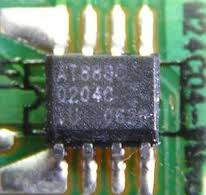

### Programarea pentru utilizare
Odată ce partiționarea memoriei si setările de securitate au fost făcute, AT88SC0204C poate fi programat înspre utilizare. Cum datele de configurare ale producătorului pe care le dorim protejate nu pot fi modificate, acestea trebuie scrise primele. Secvența de urmărit pentru programare este următoarea:
1. Scrie datele utilizatorului. Orice informație inițială ce va fi stocată în dispozitiv ar trebui să fie scrisă în cele patru zone de memorie în acest moment. Având în vedere că vom preveni orice scrieri viitoare in zonele 0 si 1, datele producătorului de configurare trebuie înscrise  acum. 
2. Deblochează zona de configurare. Aceasta se face prin introducerea codului de securitate in dispozitiv. 
3. Scrie în zona de configurare. Regiștrii de acces, regiștrii de parole, valorile inițiale ale criptogramei și cheile de autentificare ce vor fi folosite sunt toate scrise în zona de configurare. Odată ce aceste valori sunt înscrise, opțiunile de securitate selectate intră în vigoare. Dacă există informație ce trebuie stocată în aria OTP a zonei de configurare, ar trebui scrisă acum.
4. Înscrie siguranțele de securitate. Ultimul pas în programarea CryptoMemory este scrierea siguranțelor de securitate pentru a bloca zona de configurare. Astfel vor fi ascunse cheile secrete de autentificare si vor fi prevenite alte viitoare modificări ale zonei de configurare.

## Concluzie
Aceste tipuri de circuite oferă protecție pentru datele sensibile, putând realiza acest lucru folosind memorii foarte întâlnite. În exemplul prezentat mai înainte, toate caracteristicile combinate asigură o locație sigură pentru stocarea datelor de configurare ale producatorului sau orice alt tip de informație delicată într-o structură simplă și sigură de EEPROM serial.